# Държавни ценни книжа
Държавните ценни книжа (ДЦК) са особен вид ценни книги.

## Същност
Ценните книги са особен вид движими вещи, които материализират определени субективни права. Те са движими вещи като материален (писмен) носител. Правата, които се материализират в ценните книги, са различни: право на членство в ЮЛ; право за получаване на парични суми; право на собственост или на залог върху стоки; право на лихва; право за получаване на предметна печалба. Тези права могат да се упражняват или прехвърлят чрез предявяване на документа.
По своята същност те са облигации, но имат редици особености, отличаващи ги от дружествените (корпоративни) облигации. Най-характерната отлика е качеството на емитента. При дружествените облигации емитент е търговско дружество (акционерно дружество или командитно дружество с акции), докато ДЦК могат да се емитират само и единствено от Централни банки като особено юридическо лице.
Друга характерна особеност е нормативната уредба. Тя е изключително подзаконова и в България е специална по отношение на режима, предвиден в Закона за публичното предлагане на ценни книжа.
ДЦК се приемат за условно безрискови ценни книжа, защото са издадени и обезпечени от държавата, а нейната неспособност да покрие задълженията си по облигационния заем (т.е. да изпадне в неплатежоспособност) е теоретично невъзможна. На ДЦК се гледа като на сигурен пристан по време на икономическа буря, защото – макар че лихвата по тях обикновено е ниска, те дават възможност на инвеститорите да съхранят инвестициите си при увеличаваща се инфлация и сътресения на финансовите пазари или поне да минимизират загубите си.

## Видове
Държавните ценни книжа се делят на няколко групи.
- ДЦК, емитирани за управление на вътрешния държавен дълг, които от своя страна се делят на:

съкровищни бонове – те са краткосрочни ДЦК с падеж до една година;
съкровищни билети – или още средносрочни ДЦК. Те имат падеж до 5 години;
съкровищни облигации – падежът им настъпва след повече от 5 години.
- Държавни дългосрочни облигации за покриване на загуби във финансовия сектор по време на структурните реформи, към които се отнасят:

ЗУНК-облигации, емитирани по Закона за уреждане на необслужвани кредити, договорени до 31 декември 1990 г.;
ДЦК, емитирани по Закона за защита на влоговете;
- ДЦК, издавани във връзка с преструктурирането на външния държавен дълг, или още брейди облигации. Те се делят на:

облигации с първоначално намалени лихвени плащания;
облигации с отстъпка;
облигации, заменили просрочените лихви.